# 黃淵
黃淵（?—?），三國時孫吳將領。

## 生平
黃武元年(西元222年)，黃淵隨吳國大將呂範、賀齊、吾粲等於洞口和魏將曹休、張遼、王凌等交戰，引發洞口之戰。當時正值天颳大風，吳國水軍的船隻漂流到對岸而被張遼、王凌攻擊死傷慘重，有一部分被魏軍俘虜，一部分被強風吹翻沉沒。剩餘僅存的船隻，落水未死的吳兵攀附着船舷大聲呼救但船上士兵卻擔心人多會使船翻覆而不願意救，甚至用戈矛攻擊落水未死的吳軍。只有吾粲跟黃淵兩人親自令該船的人拉落水士兵上岸，兩人成功救活一百多人。